# 尤卡·维基莱
尤卡·维基莱（芬蘭語：Jukka Viikilä；1973年—），芬兰作家及戏剧家。他获得过两次芬兰文学奖。
维基莱就读于赫尔辛基戏剧学院，并获得戏剧学学士学位。他发表过两本诗集。首部诗集获得了赫尔辛基日报文学奖的提名。他的诗歌至少翻译至英语、意大利语和希伯来语。
维基莱的首部小说发表于2016年，并获得了同年的芬兰文学奖。该小说讲述的是建筑师卡尔·卢德维格·恩格尔及赫尔辛基历史中心形成时期。2021年出版的第二部小说《天堂般的接待》（Taivaallinen vastaanotto）也获得了芬兰文学奖。
维基莱的母亲玛丽亚塔·维基莱也是一位诗人。